# 534
Cette page concerne l'année 534  du calendrier julien. Pour l'année 534 av. J.-C., voir 534 av. J.-C. Pour le nombre 534, voir 534 (nombre).
L'année 534 est une année commune qui commence un dimanche.

## Événements
- Au début de l'année, Thibert abandonne le siège d'Arles, secourue par les Ostrogoths, puis repart à Metz auprès de son père mourant[1].
- Mars : le roi vandale Gélimer, battu à Hippone, se rend aux forces de Byzance conduites par Bélisaire[2]. La plus grande partie de l'Afrique du Nord jusqu’à Ceuta est maintenant sous le contrôle de l'Empire d'Orient. Gélimer est envoyé à Constantinople orner le triomphe de Bélisaire, puis déporté en Galatie, où il reçoit des domaines. Une partie des Vandales est vendue comme esclaves, une autre incorporée dans la cavalerie romaine[3].
- 13 avril : Bélisaire réorganise l’Afrique récemment conquise, qui devient une préfecture du prétoire byzantine, divisée en cinq provinces (534-698). Archélaos, questeur de Bélisaire, devient préfet du prétoire et Solomon gouverneur militaire. Dès le départ de Bélisaire, les Berbères se révoltent, les uns en Byzacène conduits par Iabdas, roi des sédentaires de l’Aurès, les autres en Numidie, conduits par Cutzinas, chef des nomades de Tripolitaine[4].
- 2 octobre, Italie : mort du jeune roi des Ostrogoths, Athalaric. Sa mère Amalasonte, pour conserver le pouvoir, épouse son cousin Théodat qui devient roi (534-536)[5].

- Défaite et fuite de Godomar à Autun, assiégée depuis deux ans par les trois fils survivants de Clovis. Le royaume créé par les Burgondes (Burgondie) en 443 est annexé par les Francs[6]. C'est la fin du royaume des burgondes, qui est partagé entre les rois Francs.
- À la mort de Thierry Ier à Metz, Childebert Ier et Clotaire Ier tentent de se partager son royaume, mais les grands s’y opposent et soutiennent le fils de Thierry, Thibert Ier. Thibert est adopté par Childebert et ils partent alors en guerre contre Clotaire, qui se réfugie dans une forêt. Tandis qu'il est assiégé, une tempête de grêle ravage le camp de ses ennemis, qui effrayés abandonnent le siège et concluent la paix[7].
- Début du règne de Cynric, roi du Wessex à la mort de Cerdic[8].
- La dynastie Wei du Nord se divise en deux branches qui se partagent le Nord de la Chine : Dynasties des Wei de l'Ouest (534-557) et des Wei de l'Est (534-550)[9].
- Fin de la guerre d'El Basous opposant pendant 40 ans deux tribus d'Arabie : les Tamim et les Taghlib[10].

## Naissances en 534
Pas de naissance connue.

## Décès en 534
- 2 octobre : Athalaric, roi des Ostrogoths, dernier des Amales.
- Cerdic, premier roi de Wessex.
- Mundéric, usurpateur franc.
- Thierry Ier, fils de Clovis roi des Francs.
- Vatché II, roi d’Ibérie.